# Jean Dréjac
Pour les articles homonymes, voir Brun.
Cet article possède un paronyme, voir Jean Brun.
Jean Dréjac, nom de plume de Jean André Jacques Brun, né à Grenoble le 3 juin 1921 et mort à Paris 8e le 11 août 2003, est un parolier, et occasionnellement compositeur-interprète français.
Il est notamment le parolier de Ah ! Le petit vin blanc, Sous le ciel de Paris et La Chansonnette (pour Yves Montand), d'adaptations françaises comme L'Homme à la moto pour Édith Piaf ou Bleu, blanc, blond pour Marcel Amont, ainsi que de nombreuses chansons pour Serge Reggiani (avec Michel Legrand comme compositeur).
Il a été secrétaire adjoint de la SACEM de 1967 à 1969, avant d'en être alternativement administrateur et vice-président du conseil d'administration entre 1977 et 2002.
Il est le père de l'écrivain Frédéric Brun.

## Biographie
Jean Dréjac est issu d'une famille de gantiers de Grenoble. Après des études au lycée et dans une école privée, il s’implique très jeune dans la chanson comme interprète et fait partie, alors qu'il n'a pas encore 17 ans, du groupe amateur « Cinfonia ». Son répertoire est composé de ses propres chansons et d'autres empruntées à Charles Trenet et à Paul Misraki.
Il vient d'avoir dix-sept ans en juin 1938 et, peu après, il négocie avec ses parents la possibilité de partir tenter sa chance comme chanteur à Paris. Accompagné par sa mère, il quitte Grenoble en train avec, dans sa valise, son unique « costume d'artiste ». Il obtient des engagements dans des revues comme celle du Petit-Casino, chante gratuitement en lever de rideau aux Folies-Belleville, passe au Concert Pacra...
Pour son nom d'artiste, il prend les trois dernières lettres de son second prénom André, et les trois premières lettres de son troisième prénom, Jacques.
Lauréat du concours de chansons de Radio Cité en interprétant Si le nez de Cléopâtre, il obtient un engagement de cinq semaines pour se produire dans les salles de cinéma sponsorisées par la station de radio. À la veille de la Seconde Guerre mondiale, il auditionne pour un tout petit rôle dans le prochain film de Fernandel, L'Héritier des Mondésir et, sélectionné par les productions UFA, il part en Allemagne où le film se tourne aux studios de Babelsberg, ce sera son unique rôle au cinéma (1939).
De retour en France, il passe de nouveau au Petit-Casino, puis la guerre est déclarée. Ce ne sont pas encore les restrictions ; il est engagé au théâtre de l'Abri et passe en vedette au Concert Mayol où il interprète ses propres chansons et imite Maurice Chevalier, prestation remarquée par un journaliste.
Puis c'est l'exode de 1940 en France et Jean Dréjac part pour Biarritz. Quand il revient à Paris, parallèlement à la reprise de son activité au music-hall, il s'inscrit aux Cours Simon où il a comme camarades de classe Daniel Gélin, Maria Casarès et Martine Carol. Il passe en vedette avec Damia au théâtre des Optimistes. Mais la prestation de ce chanteur de 20 ans attire l'attention du service du travail obligatoire (STO) institué par les Allemands et, en raison de son refus d'y participer, Jean Dréjac doit cesser toute activité publique. Il profite de son inactivité pour écrire des textes de chansons. Grâce à un gain aux courses de chevaux, il s'octroie un petit séjour en banlieue dans une auberge des bords de Marne face à l'Île d'amour. C'est le printemps et le petit vin blanc aidant, l'inspiration vient. Il a l’occasion de présenter ses textes au compositeur Charles Borel-Clerc. Celui-ci est déjà célèbre grâce à ses chansons à succès interprétées par Félix Mayol (La Mattchiche, 1903), Dranem et par Maurice Chevalier à la fin des années 1930 (Le Chapeau de Zozo, Ma pomme, etc.)

### Années 1940
Il écrit avec Charles Borel-Clerc une chanson qui s’inscrit immédiatement dans le patrimoine français, c'est Ah ! Le petit vin blanc, interprétée par Lina Margy. Plus d’un million de partitions vendues en 1943, ce qui constitue un record en ces temps-là. Ils enchaînent avec des succès pour Georges Guétary (Le P’tit bal du samedi soir, 1946), pour Jean Lumière (Maman vous êtes la plus belle et Je parle à la nuit), et pour Alibert (C'est un petit square).
En 1947 il écrit Les Quais de la seine interprété par Lucienne Delyle, Lina Margy et Danièle Darrieux.
C’est lors d’une tournée en Égypte en 1949 où il passe en vedette à l’Auberge bleue d’Alexandrie qu’a lieu « la rencontre des trois Jean ». C’est effectivement là qu’il fait la connaissance de Jean Marais et Jean Cocteau. Ce dernier lui témoigne toute son amitié en lui offrant un dessin du célèbre « profil œdipien » promptement exécuté sur une enveloppe de fortune.
C’est également à Alexandrie où, découvrant dans les vitrines des partitions de succès parisiens tels que À Paris de Francis Lemarque et Mademoiselle de Paris (notamment interprétée par Jacqueline François), lui vient l’inspiration de La Chanson de Paris grâce à laquelle il remportera en 1950 le Grand Prix de la chanson française de l’ABC.

### Années 1950
Mais à l'orée des années 1950, Jean Dréjac confirme sa renommée grâce à une autre chanson mythique. Remarqué par le scénariste Henri Jeanson au cours de l'émission Télé-Paris, durant laquelle il interprète La Chanson de Paris, Jean Dréjac est alors convoqué avec le compositeur Hubert Giraud par le réalisateur Julien Duvivier qui recherche la chanson-thème pour son film en cours, Sous le ciel de Paris. Dans les jours qui suivent, ils lui apportent au Jardin des Tuileries — où Duvivier est en plein tournage — leur chanson Sous le ciel de Paris, qui est immédiatement acceptée par le réalisateur.
Créée dans le film par Jean Bretonnière, puis reprise par Anny Gould, la romance devient internationale grâce à des interprètes prestigieux qui la portent sur les scènes du monde entier : Les Compagnons de la chanson, Jacqueline François, Juliette Gréco, Yves Montand et Édith Piaf. Le style « Dréjac » est né : des rimes poétiques dotées d’une veine populaire. Il va s'imposer grâce à une multitude d'interprètes les plus divers durant les décennies à venir.
Sous le ciel de Paris est adapté en anglais sous le titre Under Paris Skies. Notamment interprétée par Andy Williams et Paul Anka, la chanson remporte un grand succès aux États-Unis. De nombreux jazzmen comme Duke Ellington, Toots Thielemans et Coleman Hawkins enregistrent la version instrumentale.
Jean Dréjac poursuit sa collaboration avec Hubert Giraud, ils écrivent La Dame en gris pour Jean Sablon, Une petite île et Le Petit Remorqueur pour le trio Do ré mi, et, pour Jacques Hélian et son orchestre, Musique en tête, L'amour vient de naître, L'amour se joue, Tambour battant et Dites-nous monsieur Jacques.
Pour Édith Piaf, il écrit Le Chemin des forains sur une musique de Henri Sauguet et les adaptations françaises de deux chansons américaines, L'Homme à la moto et Soudain une vallée. À cette époque, il adhère aux Rose-Croix où Édith Piaf le suivra.
Avec Jean Constantin, il écrit Fleur de Papillon pour Annie Cordy et Ma petite rime interprété par le compositeur lui-même.

### Années 1960
Parallèlement, Jean Dréjac passe par la télévision où il anime, en 1961, les émissions Rendez-vous avec Jean Dréjac et Carte Blanche en compagnie de Jacqueline Joubert.
Pour Yves Montand, il écrit avec le compositeur  Philippe-Gérard, La Chansonnette, Rengaine ta rengaine et La Musique.
Pour Marcel Amont, il écrit Le Bal de ma banlieue, Il a le maillot jaune, Flamenco Rock et Bleu, blanc, blond, un grand succès de 1960.
Pour Dalida, il écrit avec Hubert Giraud L'Arlequin de Tolède.
Il signe les paroles et la musique de La Cuisine pour Juliette Gréco, de Ma muse pour Jean-Claude Pascal et Faut pas gamberger pour Patachou.
Sympathisant communiste, il écrit les paroles d'Octobre, chantée par Juliette Gréco en 1967, sur la révolution russe d'octobre 1917. Le disque sera distribué uniquement en Union soviétique

### Années 1970
Jean Dréjac entame une longue collaboration avec Michel Legrand. Ils écrivent pour Serge Reggiani (Rupture, Édith, C’est comme quand la mer se retire, Contre vents et marées, Le Vieux Costume, Les Vieux Gamins)'. Ils écrivent également pour Dalida, Mireille Mathieu, Jean-Claude Pascal. Avec Henri Salvador, il écrit plusieurs titres, Un air de France, Comme un Prince et Quand un artiste.
Jean Dréjac enregistre ponctuellement des disques avec quelques-unes de ses œuvres, notamment à l’occasion des festivités organisées pour ses 30 ans de chanson à Bobino en 1976.

### Années 1990
Jean Dréjac fête ses cinquante ans de chansons à l’Olympia en 1994.

### Années 2000
Sur des musiques de Michel Legrand, Jean Dréjac écrit tous les textes du dernier album de Serge Reggiani, Enfants soyez meilleurs que nous.

### Vie privée - Décès
Marié avec Paulette, il est notamment le père de Frédéric, né en 1960.
Mort en 2003, il est inhumé au cimetière parisien de Pantin dans la 19e division.

## Distinctions

### Honneurs
- 2003 : Commandeur de l'Ordre des Arts et Lettres.

### Récompenses
- 1950 : Grand Prix de la chanson française à l'ABC pour La Chanson de Paris (musique de Jean Dréjac et André Lodge).
- 1967 : Prix des Komsomols soviétiques pour la chanson Octobre (musique de Philippe-Gérard).
- 2002 : Grand prix SACEM de la chanson française pour l’ensemble de son œuvre.

### De nombreux interprètes de la nouvelle génération continuent de reprendre ses chansons
- Jean-Louis Aubert, Bernard Lavilliers et Florent Pagny ont repris chacun à leur manière L'Homme à la moto dans des émissions de télévision.
- Enrico Macias reprend Sous le ciel de Paris sur l'album L'Hymne à la môme.
- Karim Kacel interprète Édith sur scène lors d'un hommage à Serge Reggiani.
- 1994 : « Les cinquante printemps du petit vin blanc – Hommage à Jean Dréjac » à la Salle des Congrès de Nanterre avec Michel Legrand, Marcel Amont, Romain Didier, Les Enfants de la Contemporaine, les Jean Dubois, Moïna Erichson, Laurent Malot, Véronique Gain, Pascale Vyvère, Tamara, Benjamin Legrand, Muriel et Jo Privat, Karim Kacel et les Stylomaniaques.
- 1994 : « Cinquante ans de chansons » à l’Olympia présenté par Pierre Tchernia avec Henri Salvador, Michel Legrand, Marcel Amont, Nilda Fernandez, Enzo Enzo, Karim Kacel, Renée Lebas, Marcel Azzola, Buzy, TSF, Moina Erichson…
- 26 juillet 1997 : « La fête à Dréjac au Jardin de Ville de Grenoble » avec Michel Legrand, Marcel Amont, Romain Didier, Raymond Scire, Rue Boireaud, Michèle Gallino.
- Mario Pelchat et Michel Legrand enregistrent et reprennent en 2009 sur scène Comme elle est longue à mourir ma jeunesse, Rupture, L'Été 42 et Un ami s'en est allé.
- Madeleine Peyroux, Carla Bruni, Rufus Wainwright et Iggy Pop enregistrent en 2011 la chanson Noël d'espoir[10] pour l'album Noël, Noël, Noël réalisé par Michel Legrand.
- 2006 : création du square du Petit-Vin-Blanc et de l’allée Jean-Dréjac à Nogent-sur-Marne. Inauguration le 10 février 2007 en présence de Claude Lemesle (président du Conseil d’administration de la Sacem) et de l'écrivain Frédéric Brun (fils de Jean Dréjac).
- 2008 : Café musique à la Médiathèque de la Filature à Mulhouse.
- 2009 : hommage de la classe chanson du Conservatoire Hector-Berlioz à Bourgoin-Jallieu (Isère).
- 2009 : pose d’une plaque commémorative à l'emplacement de sa maison natale aujourd'hui disparue, devant l'immeuble sis au 42 bis, quai de France à Grenoble[11]. Jean Dréjac avait songé à écrire son autobiographie, et celle-ci commençait par ces quelques lignes : « Je suis né le 3 juin 1921 à Grenoble, dans une maison qui n’existe plus. Elle était située à l’entrée de la ville, quai de France, en face de l’ancien pont, au pied du Jardin des Dauphins. Il y a quelques années, elle a été rasée et aujourd’hui à sa place on peut voir un trottoir, des pelouses, et un parking de la police de la route. On m’a offert récemment la reproduction d’une gravure ancienne qui représente ce coin de Grenoble en 1779... »[2]. Nostalgie du poète confronté à la disparition de lieux de mémoire, autant d'« images, dont la plupart sont détruites par l’inexorable insouciance de la plupart des hommes » comme le déplorait un autre poète, Pierre Mac Orlan[12]. Mais l'erradication de pans monumentaux de souvenirs n'affecte pas l'âme des poètes, car « longtemps, longtemps, longtemps après que les poètes ont disparu, leurs chansons courent encore dans les rues »[13].
- 2023 : À l'occasion des 20 ans de la disparition de Jean Dréjac, le label EPM musique distribué par Universal Music France publie un coffret 3 CD-76 enregistrements, intitulé Juke-box troubadour, florilège de 76 enregistrements de chansons qui retracent l'ensemble de sa carrière. (Conception et choix des titres par Frédéric Brun pour DB productions éditions musicales). Afin de célébrer la sortie de ce coffret un concert hommage est organisé au Café de la Danse à Paris, avec les artistes Romain Didier, Bertrand Louis, Alissa Wenz, Benjamin Legrand, Anahy. Niobé qui en assure la mise en scène, intervient également en tant que comédien pour la lecture d'un texte de narration conçu à partir du livre Le Roman de Jean (Éditions Stock 2008, réédition dans une version remaniée par les Éditions Poesis). Pour ce coffret trois enregistrements inédits ont été produits, celui de Laurent Voulzy qui interprète Ah ! le petit vin blanc, le premier succès de Jean Dréjac écrit à l'âge de 22 ans, de Romain Didier avec Chanson pour Margot et Alissa Wenz avec Ma muse. Le coffret Juke-box troubadour bénéficie d'un bel accueil médiatique.

## Citations[14]
- À propos de l’arrivée de Charles Trenet dans la chanson : « Ça m'a tout de suite impressionné. C'était complètement nouveau, en contradiction avec ce qui se chantait à ce moment-là… Pour nous, c'était un peu comme de nos jours quand les jeunes préfèrent le rock… »
- À propos d’Édith Piaf : « Ce fut une grande amitié. Je garde le souvenir de quelqu'un de formidable, de très gaie, et non pas une droguée, une poivrote, comme certains l'ont décrite… »
- L’Homme à la moto : « C'est le film L'Équipée sauvage avec Brando qui m'a inspiré ainsi que tous ces jeunes en blouson de cuir qui apparaissaient dans les banlieues. »
- En tant qu’interprète : « J'ai quand même continué à chanter de temps en temps. Mais progressivement ça s'est espacé. Je n'aimais pas la répétition… »

## Discographie
Anthologies / Compilations

## Filmographie
- 1939 : L'Héritier des Mondésir d'Albert Valentin – acteur, rôle du fils du marchand de cycles.
- 1951 : Sous le ciel de Paris de Julien Duvivier – chanson  Sous le ciel de Paris (musique d'Hubert Giraud).
- 1951 : Musique en tête de Georges Combret et Claude Orval – chansons Musique en tête, Dites-nous, M. Jacques Hélian (musique d'Hubert Giraud).
- 1961 : Les Joyeux Fantômes (Fantasmi a Roma) d'Antonio Pietrangeli – chanson (musique de Michel Legrand).
- 1961 : Le Rendez-vous de Jean Delannoy – chanson thème Le Rendez-vous (musique de Paul Misraki).
- 1964 : Patate de Robert Thomas – chanson (musique d'Hubert Rostaing).
- 1966 : Au hasard Balthazar de Robert Bresson – chansons Je me marie en blanc et J'ai pleuré cent ans de vie (musique de Jean Wiener).
- 1971 : Le Messager (The Go-Between) de Joseph Losey – chanson Le Messager, adaptation française de la chanson thème I Still See You (paroles anglaises d'Hal Sharper et musique de Michel Legrand).
- 1975 : Un été 42 (Summer of '42) de Robert Mulligan – chanson L'Été 42, adaptation française de la chanson thème The Summer Knows (paroles anglaises d'Alan/Marilyn Bergman et musique de Michel Legrand).
- 1983 : Jamais plus jamais (Never Say Never Again) d'Irvin Kershner – adaptation française de la chanson thème Never Say Never Again (paroles anglaises d'Alan/Marilyn Bergman et musique de Michel Legrand).
- 2009 : Une éducation (An Education) de Lone Scherfig – la chanson Sous le ciel de Paris fait partie de la BO.
- 2012 : L'Odyssée de Pi (Life of Pi) d'Ang Lee – la chanson Sous le ciel de Paris fait partie de la BO.
- 2013 : La Grande Boucle de Laurent Tuel – la chanson Il a le maillot jaune (musique de Claude Romat) fait partie de la BO.

## Ses interprètes
1943
- Lina Margy, Ah ! Le petit vin blanc, musique de Charles Borel-Clerc.

1946
- Georges Guétary, Le P'tit Bal du samedi soir, paroles de Jean Dréjac et Jean Delettre, musique de Charles Borel-Clerc et Jean Delettre.

1947
- Lucienne Delyle, Les Quais de la Seine, musique de Jean Dréjac et André Lodge.

1950
- Eddie Constantine, La Plus Belle Nuit, adaptation par Jean Dréjac de The Loveliest Night of the Year, d’après les paroles américaines de Paul Francis Webster, musique de Juventino Rosas.
- Anny Gould reprend La Plus Belle Nuit.
- Jacques Hélian et son orchestre, reprennent La Plus Belle Nuit.
- Lina Margy, Sur la côte d’Azur, musique de Jean Bouly.
- Jean Sablon, La Chanson de Paris, musique de Jean Dréjac et André Lodge, Grand Prix de la chanson de l'ABC 1950.

1951
- Sous le ciel de Paris est interprété par : Jean Bretonnière (dans le film Sous le ciel de Paris), puis par Les Compagnons de la chanson, Jacqueline François, Anny Gould, Juliette Gréco, Yves Montand, Édith Piaf.
- Jacques Hélian :
  - L’Amour vient de naître.
  - Musique en tête, Dites-nous, M. Jacques Hélian, musiques d’Hubert Giraud, du film Musique en tête de Georges Combret et Claude Orval.

1952
- Jacques Hélian :
  - Ainsi va le destin.
  - Le Petit Singe à bicyclette, musique de Ruddy Castell.
- Lisette Jambel, Une petite île.

1954
- Jean Constantin, Ma petite rime, musique de Jean Constantin.
- Annie Cordy, Fleur de papillon, musique de Jean Constantin.
- Marie-José, Derrière le gris y’a du bleu.
- Jacques Pills, Ma petite rime, musique de Jean Constantin.

1955
- Édith Piaf, Le Chemin de forains, musique d'Henri Sauguet, reprise plus tard par Jean-Claude Pascal.

1956
- Édith Piaf, L'Homme à la moto, adaptation de Black Denim Trousers and Motorcycle Boots, un rock américain de Jerry Leiber & Mike Stoller, qui devient un succès.

1957
- Maurice Chevalier, Mimi la blonde.
- Dany Dauberson, C’est la vie, musique de Marguerite Monnot.
- Les Frères Jacques, Le Petit homard.
- Anny Gould, Est-ce un péché ?, musique de Georges Hoven.

1959
- Marcel Amont :
  - Bleu, blanc, blond, adaptation de True true Happiness de Hal Greene et Dick Wols.
  - Il a le maillot jaune, musique de Claude Romat.
  - Quand on est amoureux, adaptation de Il piccolo montanaro de Frontini.
  - Y'en avait pas beaucoup, paroles et musique de Jean Dréjac.

1960
- Marcel Amont :
  - Ma petite symphonie, adaptation de The One Finger Symphony d'Alperson et Winn.
  - La Chanson du grillon, adaptation de The Cricket Song de Gimby & Wayne.
- Les Compagnons de la chanson, L’Arlequin de Tolède, musique d’Hubert Giraud.
- Dalida, L’Arlequin de Tolède, musique d'Hubert Giraud.
- Juliette Gréco, La Cuisine, paroles et musique de Jean Dréjac.
- Jean-Claude Pascal, Ma muse, musique de Jean Dréjac.
- Patachou, Faut pas gamberger, musique de Jean Dréjac.

1961
- Marcel Amont, Dans le cœur de ma blonde, adaptation de Wheels de N. Petty.
- Colette Deréal, Et voilà c’est l’amour.
- Jean Dréjac, Juke-box troubadour, musique de Léo Ferré.
- Jacqueline François, Le Soleil de Pigalle.
- Christiane Legrand reprend Et voilà c’est l’amour.
- Yves Montand :
  - Rengaine ta rengaine, musique de Philippe-Gérard.
  - La Chansonnette, musique de Philippe-Gérard.
- Jean-Claude Pascal, Papa est un poète, musique de Jean Dréjac.
- Line Renaud, Mon amour.

1962
- Marcel Amont :
  - Au bal de ma banlieue, musique de Calfati et Georges Ulmer.
  - Françoise aux bas bleus, musique de Philippe-Gérard.
  - Les Filles de Copenhague, adaptation d'après R. Hopkins et P. Mynte.
  - Mon cœur fait des bonds, adaptation d'après E. Sinks et B. Mongomery.
  - Percolateur, adaptation d'après L. Biden et E. Freeman.
  - Pigalle… Pigalle, adaptation d'après H. Bradtke et H. Gietz.
- Sacha Distel, Bon vent ma jolie.

1963
- Marcel Amont, Flamenco-rock, adaptation d'après G. Malgoni et P. Gariaggi.
- Tino Rossi, Brasilia mon amour	.
- John William, Drouchka, musique de Philippe-Gérard.

1965
- Michel Legrand, Comme elle est longue à mourir ma jeunesse, musique de Michel Legrand.

1966
- France Gall, Je me marie en blanc, musique de Jean Wiener, du film Au hasard Balthazar de Robert Bresson (1966).

1967
- En janvier, pour le 50e anniversaire de la révolution russe de 1917, Juliette Gréco, en tournée en Russie, crée sur scène à Moscou la chanson Octobre, musique de Philippe-Gérard. Cette chanson est enregistrée la même année par les Chœurs de l'Armée rouge. Reprises en France par Jean Dréjac, Claude Vinci.
- Marcel Amont, D'Artagnan, musique d'André Popp.
- Nicoletta reprend L'Homme à la moto.

1968
- Mireille Mathieu, Veux-tu qu'on s'aime, musique de Michel Legrand
- Yves Montand, La Musique, musique de Philippe-Gérard.

1969
- Jean-Claude Pascal, Le Rendez-vous, musique de Paul Misraki, chanson-thème du film Le Rendez-vous de Jean Delannoy (1961).
- Les Trois Ménestrels, Java poète.

1970
- Michel Legrand, Oum le dauphin, musique de Michel Legrand.
- Mireille Mathieu :
  - La Valse bleue, musique d'Éric Charden
  - Elle reprend Sous le ciel de Paris.

1971
- Serge Reggiani, sur des musiques de Michel Legrand, interprète :
- Dans ses yeux.
- Édith.
- Rupture.
- Comme elle est longue à mourir ma jeunesse.

1972
- Peter McLane et Anne-Marie Godart représentent Monaco au Concours Eurovision de la chanson avec Comme on s'aime, musique de Raymond Bernard et se positionnent à la 16e place.
- Serge Reggiani, C’est comme quand la mer se retire, musique de Michel Legrand.

1973
- Mireille Mathieu :
  - Les Feux de la chandeleur.
  - Pour le meilleur et pour le pire.
- Serge Reggiani, Contre vents et marées, musique de Michel Legrand.

1975
- Michel Legrand, enregistre sur ses compositions :
  - L’Été 42 (The Summer Knows) du film Un été 42 (Summer of '42) de Robert Mulligan (1971).
  - Le Messager du film Le Messager (The Go-Between) de Joseph Losey (1970).
  - Un ami s’en est allé.
- Serge Reggiani :
  - Le Vieux Costume, musique de Michel Legrand.
  - Les Vieux Gamins, paroles et musique de Jean Dréjac.

1978
- Charles Aznavour, Je ne connais que toi, musique de Charles Aznavour.

1981
- Renaud reprend Le P'tit Bal du samedi soir, paroles de Jean Dréjac et Jean Delettre, musique de Charles Borel-Clerc et Jean Delettre.

1987
- Henri Salvador, Un air de France, musique d'Henri Salvador.

1998
- Les trois ténors José Carreras, Plácido Domingo et Luciano Pavarotti, lors de leur concert donné à Paris en 1998, ont interprété Sous le ciel de Paris, seule chanson française de variété figurant dans leur sélection classique.

2000
2001
- Patrick Bruel reprend sur scène Ah ! Le petit vin blanc.

2003
- Florent Pagny reprend sur scène L'Homme à la moto.
- Henri Salvador reprend Quand un artiste, musique d’Henri Salvador, sur la scène du Palais des congrès de Paris.

2009
Martha Wainwright reprend "Soudain une vallée", qui avait été créé par Édith Piaf
2011
- Madeleine Peyroux, Carla Bruni, Rufus Wainwright et Iggy Pop enregistrent la chanson Noël d'espoir pour l'album Noël, Noël, Noël réalisé par Michel Legrand.

2012
- Julien Dassin et Florence Coste enregistrent en duo Sous le ciel de Paris.

2014
- Zaz enregistre Sous le ciel de Paris.
- Charles Aznavour interprète Ah ! Le petit vin blanc dans l'émission de télévision Hier encore.

2016
- Vincent Niclo enregistre Dans le même instant"